# Estado Independente do Montenegro
O Governorado Italiano de Montenegro (em italiano:  Governatorato del Montenegro), também chamado de Estado Independente do Montenegro e Reino de Montenegro existiu de outubro de 1941 a setembro de 1943 como um território ocupado sob o governo militar da Itália Fascista durante a Segunda Guerra Mundial. Embora os italianos pretendessem estabelecer um reino montenegrino quase independente, esses planos foram permanentemente arquivados após uma revolta popular em julho de 1941.    Após a rendição italiana em Setembro de 1943, o território de Montenegro foi ocupado pelas forças alemãs que se retiraram em Dezembro de 1944.

## Antecedentes
Antes da criação do Reino dos Sérvios, Croatas e Eslovenos (RSCE, mais tarde renomeado como Reino da Iugoslávia), Montenegro tinha sido reconhecido como um estado independente durante quarenta anos.  Imediatamente antes da criação do KSCS em dezembro de 1918, o Reino de Montenegro foi unificado com o Reino da Sérvia e deixou de existir como um estado independente.  De 1922 em diante, como parte do KSCS e depois da Iugoslávia, Montenegro não era uma subdivisão do estado.  Um período de reforma agrária imediatamente após a Primeira Guerra Mundial resultou em alguma transferência de população das áreas montanhosas do Montenegro para outras áreas da Jugoslávia, incluindo as regiões da Macedônia e do Kosovo.  Este movimento populacional também alcançou o objetivo político de aumentar a população sérvia nessas áreas. 
Depois de 1929, a Banovina do Zeta da Iugoslávia incluía todo o atual Montenegro, bem como partes adjacentes da atual Sérvia, Kosovo, Croácia e Bósnia e Herzegovina.  A capital da Banovina era Cetinje. Em agosto de 1939, as áreas étnicas croatas de Banovina do Zeta, da Baía de Kotor a Pelješac, incluindo Dubrovnik, foram fundidas com uma nova Banovina da Croácia.  O último Bano da Banovina do Zeta foi Blažo Đukanović, um ex- general de brigada do Exército Real Iugoslavo.  Em maio de 1940, como forma de oposição ao governo, o ramo montenegrino do Partido Comunista da Iugoslávia (em servo-croata:  Komunistička partija Jugoslavije, KPJ) defendeu que os reservistas do Exército Real Iugoslavo se desmobilizassem, recusassem a disciplina militar e até desertassem. Em Outubro desse ano, a conferência nacional do KPJ criticou fortemente esta acção da secção montenegrina do partido e reorientou o KPJ para a defesa do país contra "atacantes imperialistas". 

## História

### Invasão
Em abril de 1941, como parte da invasão da Iugoslávia pelo Eixo liderada pelos alemães, a Banovina do Zeta foi atacado por alemães vindos da Bósnia e Herzegovina e italianos da Albânia.  Os italianos avançaram em 16 de abril a caminho da Dalmácia.  Os alemães retiraram-se posteriormente, deixando aos italianos a ocupação da área. As forças de ocupação consistiam inicialmente na 18ª Divisão de Infantaria Messina,  que fazia parte do XVII Corpo Italiano do 9º Exército, que tinha o seu quartel-general na Albânia.  O 9º Exército também foi responsável pelas partes do Kosovo  e da Macedónia Ocidental anexadas à Albânia. 

### Ocupação inicial
No dia 17 de abril, o comandante do XVII Corpo, Generale di Corpo d'Armata (Tenente General) Giuseppe Pafundi recebeu uma mensagem do vice-rei italiano na Albânia, Francesco Jacomoni, autorizando-o a estabelecer um novo governo em Cetinje.  No dia seguinte recebeu mais uma mensagem informando-o de que um "Comitê para a Libertação de Montenegro" havia sido formado na capital albanesa, Tirana, e seria a base de um governo provisório de Montenegro.  Em 28 de abril, o conde Serafino Mazzolini foi nomeado comissário civil de Montenegro,  mas subordinado ao Alto Comando das Forças Armadas Italianas na Albânia (conhecido como Superalba).  Noutras partes dos territórios ocupados pelos italianos, a instalação de um comissário civil teria normalmente sido um prelúdio para a anexação, e algumas leis promulgadas pelos italianos indicam que o Montenegro estava perto de se tornar uma província italiana. Bandeiras italianas foram distribuídas e hasteadas, fotografias de Benito Mussolini e do rei da Itália foram exibidas em repartições públicas e a saudação romana fascista tornou-se obrigatória. Foram feitos arranjos para formar organizações do Partido Fascista e foi imposta uma censura estrita.  Os burocratas italianos foram encarregados de supervisionar as finanças dos órgãos públicos, companhias de seguros e bancos, e todas as escolas foram fechadas até o final de 1941. 
Na sua chegada a Cetinje, as forças italianas foram recebidas pelo grupo de separatistas conhecidos como "Verdes" (em servo-croata:  Zelenaši), que se autodenominavam “Comitê para a Libertação de Montenegro”. Este grupo foi incentivado pelos italianos a formar um conselho de aconselhamento às autoridades de ocupação, criado por Mazzolini em 18 de maio.  O "Comité Consultivo Provisório" foi "simbolicamente investido de poderes civis", mas os militares italianos continuaram a ser os verdadeiros decisores. O comité deveria trabalhar ao lado das autoridades militares italianas, que substituíram o governo Zeta Banovina, mas nomearam comités para várias cidades e reactivaram a burocracia preexistente. Na verdade, o Comité apenas obteve o apoio dos "Verdes",  que sobrestimaram o que os italianos ofereciam pela sua colaboração.  Em 22 de Maio, o "Comité Consultivo Provisório" foi dissolvido, mas as antigas autoridades da função pública jugoslava permaneceram nos seus postos depois de terem prestado juramento de lealdade à Itália. Em 19 de junho, Mazzolini foi nomeado "Alto Comissário", responsável perante o Ministério das Relações Exteriores italiano pelos assuntos de administração civil no território ocupado. 

Brasão da Aliança do Rei Victor Emanuel III e da Rainha Helena de Montenegro

Os italianos foram "amigáveis e tolerantes" com os montenegrinos. 
Inicialmente, os italianos pretendiam que Montenegro se tornasse um estado "independente" estreitamente aliado da Itália,  reforçado pelos fortes laços dinásticos entre a Itália e Montenegro, já que a Rainha Helena da Itália era filha do último monarca montenegrino Nicolau I e foi nascido em Cetinje. Benito Mussolini, depois de ocupar Montenegro, anexou ao Reino da Itália a área de Kotor (italiano: Cattaro), onde havia uma pequena população de italianos dálmatas,  criando a província de Cattaro dentro do governadorado da Dalmácia.
O historiador inglês Denis Mack Smith escreveu que a Rainha da Itália (considerada a mulher montenegrina mais influente da história) convenceu o seu marido, o Rei da Itália Victor Emmanuel III, a impor a Mussolini a criação de um Montenegro independente, contra a vontade dos croatas fascistas. e albaneses (que queriam alargar os seus países aos territórios montenegrinos). O seu sobrinho, o príncipe Miguel de Montenegro, nunca aceitou a coroa oferecida, jurando lealdade ao seu sobrinho, o rei Pedro II da Iugoslávia.
Os italianos dependiam fortemente de informações fornecidas por um grupo de emigrados leais à deposta Casa de Petrović-Njegoš, que governou Montenegro durante séculos antes da união com o Reino da Sérvia em 1918. Eles também acreditavam que todos os membros dos "Verdes" que se opuseram à união com a Sérvia em 1918 queriam a independência total de Montenegro, em vez de uma unidade montenegrina dentro de uma Iugoslávia federal.  Na realidade, os “Verdes” consistiam em duas facções, uma liderada por Krsto Popović e outra por Sekula Drljević. Popović buscava um Montenegro totalmente independente, mas estava disposto a considerar uma entidade separada dentro de uma Iugoslávia federal dependendo do resultado da guerra, e seu grupo incluía alguns membros do Partido Federalista Montenegrino. Drljević rejeitou a ideia da reforma da Iugoslávia após a guerra e estava disposto a trabalhar com os italianos para alcançar a independência. 

### Insatisfação
Os montenegrinos rapidamente desenvolveram queixas contra os italianos. Estas queixas relacionavam-se principalmente com a expulsão do povo montenegrino da região do Kosovo  e de Bačka e Baranya, bem como com o afluxo de refugiados de outras partes da Jugoslávia e daqueles que fogem do terror Ustaše na Bósnia e Herzegovina. O povo montenegrino também tinha queixas contra os italianos relativamente à anexação de um importante território de produção de alimentos no Kosovo  e de uma instalação de produção de sal em Ulcinj à Albânia, e aos danos económicos infligidos a muitos montenegrinos pela retirada temporária de circulação de notas jugoslavas. de 500 dinares e mais. Houve três razões pelas quais os italianos tiveram que ser muito cautelosos com a insatisfação entre o povo montenegrino: o grande número de armas militares não seguras após o colapso do Exército Iugoslavo, um número significativo de ex-oficiais do Exército Iugoslavo e repatriados após sua captura durante a invasão, e a força do KPJ no território ocupado.  Cerca de 400 ex-oficiais do Exército Iugoslavo retornaram a Montenegro, juntamente com muitos suboficiais, administradores civis e comunistas.  Durante a invasão, a Divisão Zeta Jugoslava, composta maioritariamente por Montenegrinos,  contra-atacou brevemente a Albânia, mas regressou em grande parte a casa com as suas armas e equipamento após a rendição Jugoslava.  No início de julho de 1941, um membro sênior montenegrino do Politburo do Comitê Central do KPJ, Milovan Đilas, chegou a Montenegro vindo de Belgrado para iniciar a luta comunista contra as forças ocupantes.  

### Declaração de independência
Drljević e os seus colegas conseguiram convencer os italianos de que, se criassem um Montenegro independente com o apoio italiano, haveria pouca oposição.  No início de junho de 1941, Mazzolini formou um conselho consultivo composto por 65 deputados pagos pela Itália que estavam dispostos a trabalhar com as autoridades italianas.  No início de julho, os comités da cidade e da aldeia enviaram os seus delegados à Assembleia Nacional (Narodna Skupština)  em Cetinje para "declarar a restauração de Montenegro". A declaração aboliria a união de novembro de 1918 com a Sérvia, a relação de Montenegro com a dinastia sérvia Karađorđević e a constituição iugoslava de 1931. Proclamaria também que Montenegro era um estado soberano e independente governado por uma monarquia constitucional.  Quando os membros da Assembleia Nacional perceberam que a declaração resultaria numa união da monarquia italiana com Montenegro, e não ofereceu nenhuma independência real ao novo estado, quase todos os delegados regressaram às suas cidades e aldeias. 
Nenhum membro da dinastia Petrović-Njegoš estava disposto a aceitar o trono, por isso a Assembleia Nacional decidiu estabelecer uma "Regência" sob o governo nominal do rei italiano Vítor Emanuel III.  A declaração foi aprovada por aclamação em 12 de julho.  Inicialmente houve manifestações de aprovação nas principais cidades de Montenegro, mas no interior do país os sentimentos foram diferentes.

### Revolta
Em 13 de julho de 1941, houve uma revolta geral contra os italianos, iniciada pela filial montenegrina do KPJ. O acontecimento que desencadeou a revolta foi a proclamação, no dia anterior, de um Reino de Montenegro restaurado, liderado por um regente italiano e liderado pelo separatista montenegrino Drljević e pelos "Verdes".   Os insurgentes também incluíam um grande número de nacionalistas sérvios conhecidos como "Brancos" (bjelaši), que "representavam laços estreitos com a Sérvia",  e ex-oficiais do Exército Iugoslavo, alguns dos quais haviam sido recentemente libertados de campos de prisioneiros de guerra. Os oficiais estavam no comando com os comunistas fazendo a organização e fornecendo comissários políticos.  Os sérvios que fugiram do terror Ustaše na Herzegovina desempenharam um papel significativo na revolta.  Os rebeldes tomaram o controlo de pequenas cidades e aldeias na fase inicial da revolta. Em meio ao pior dos combates durante o ataque bem-sucedido que liderou a Berane, o então capitão Pavle Đurišić se destacou,   e emergiu como um dos principais comandantes do levante.  Durante o ataque a Berane, Đurišić lutou ao lado das forças insurgentes comunistas.  Os outros comandantes principais incluíam os ex-oficiais do Exército Iugoslavo, Coronel Bajo Stanišić e Major Đorđije Lašić.  Os italianos foram apanhados completamente despreparados e, em poucos dias, Cetinje ficou completamente isolada do resto do território ocupado, e a força de ocupação teve de pedir apoio ao seu quartel-general superior na Albânia. O ministro das Relações Exteriores italiano, conde Galeazzo Ciano, ficou chocado com o levante, e preocupado com a capacidade do exército italiano de suprimi-lo. 
A revolta foi prematura,  e uma força de 67.000 soldados italianos recuperou o controlo de todas as cidades e rotas de comunicação no espaço de seis semanas, auxiliada por forças irregulares muçulmanas e albanesas das zonas fronteiriças que forneciam segurança nos flancos. O comandante do 9º Exército italiano baseado na Albânia, Generale d'Armata (General) Alessandro Pirzio Biroli, colocou o comandante do XIV Corpo, Generale d'Corpo Armata (Tenente General) Luigi Mentasti no comando de todas as forças italianas em Montenegro, e deu-lhe ordens para esmagar a revolta. Pirzio Biroli direcionou suas forças para evitar “atos de vingança e crueldade inútil”. No entanto, ao esmagar a revolta, dezenas de aldeias foram queimadas, centenas foram mortas e entre 10.000 e 20.000 habitantes foram internados. Durante algum tempo, os irregulares muçulmanos e albaneses foram autorizados a pilhar e incendiar aldeias.  Durante os primeiros meses após o início da revolta, os grupos insurgentes incluíam membros do KPJ e seus seguidores, bem como nacionalistas sérvios, e a liderança dos grupos também era mista. Ao contrário dos Partidários que tiveram uma forte direcção central desde o início, durante estas fases iniciais os nacionalistas no Montenegro tiveram pouco ou nenhum contacto com a sede de Draža Mihailović, que acabaria por se tornar o líder titular do movimento Chetnik na Iugoslávia. Fora da coordenação fornecida pelos membros do KPJ, os nacionalistas não trabalharam necessariamente em conjunto, mesmo com os do distrito vizinho. A motivação deles para lutar era principalmente proteger suas famílias. 
Desenvolveu-se então uma divisão entre os líderes comunistas do levante e os nacionalistas que participaram.  Os nacionalistas reconheceram que a revolta tinha sido derrotada e queriam parar de lutar, ao contrário dos Partidários que estavam determinados a continuar a luta.  Durante o outono, os nacionalistas contactaram os italianos e ofereceram-se para ajudá-los a combater os guerrilheiros.  Posteriormente, os nacionalistas, incluindo Đurišić, que era popular no seu próprio clã Vasojević do norte de Montenegro, retiraram-se para o interior.  O foco dos nacionalistas como Đurišić era evitar provocar os italianos, mas proteger as aldeias montanhosas caso fossem atacadas.  No norte de Montenegro, havia uma distinção marcante entre comunistas e nacionalistas, com os nacionalistas tendo laços mais estreitos com a Sérvia e uma mentalidade de "fronteira" em relação aos muçulmanos. Os comunistas queriam continuar com a revolução voltando-se contra os seus inimigos de classe, enquanto a manipulação dos muçulmanos pelos Ustaše em Sandžak e a expulsão dos sérvios das áreas anexadas pela Albânia combinaram-se para deixar Đurišić e os seus chetniks impacientes para continuar com a revolta, virando-se sobre os muçulmanos e albaneses da região.  A revolta continuou de forma reduzida até dezembro de 1941. 
Como resultado da revolta, os italianos decidiram abolir o cargo de Mazzolini como Alto Comissário. Em 3 de outubro de 1941, o território foi renomeado como Governatorato del Montenegro, e Biroli foi nomeado governador com responsabilidade pelos assuntos militares e civis. No dia 1º de dezembro, o XIV Corpo foi redesignado Comando das Tropas de Montenegro. 

### Comandantes Chetnik para Montenegro
No início de novembro de 1941, desenvolveu-se uma divisão entre os Chetniks e os Partidários no Território do Comandante Militar na Sérvia. O líder dos Chetniks naquele território era Mihailović, que contaria com o apoio do governo iugoslavo no exílio .  Assim que os nacionalistas montenegrinos ouviram falar da divisão entre os Chetniks de Mihailović e os Partidários, houve um ímpeto crescente para que colaborassem com as forças de ocupação italianas.  Em 20 de dezembro de 1941, Mihailović nomeou Đurišić como seu comandante de todas as tropas regulares e de reserva no centro e leste de Montenegro e em partes de Sandžak.  A nomeação de Đurišić ocorreu quando ele viajou para a Sérvia no final de dezembro de 1941 e início de janeiro de 1942 para se encontrar com Mihailović, e retornou com instruções detalhadas que traziam a assinatura de Mihailović. Estas instruções incluíam directivas para "limpar a população muçulmana de Sandžak e as populações muçulmana e croata da Bósnia e Herzegovina", entre outras ordens.  Os historiadores Lucien Karchmar, Stevan K. Pavlowitch e Noel Malcolm acreditam que o documento foi uma falsificação feita por Đurišić depois que ele não conseguiu chegar a Mihailović, que, porque as forças alemãs na Sérvia montaram uma operação contra as forças de Mihailović, foi expulso de Ravna Gora.    Em contrapartida, os historiadores Matteo J. Milazzo, Jozo Tomasevich e Sabrina P. Ramet consideram o documento autêntico e atribuem as instruções a Mihailović.   
Apesar de possuir estas instruções, Đurišić teve inicialmente muito pouca influência sobre os elementos não comunistas da resistência montenegrina e foi incapaz de desenvolver uma estratégia eficaz contra os italianos ou partidários nos primeiros meses após o seu regresso ao Montenegro. No início de 1942, seu destacamento Chetnik tornou-se mais ativo, especialmente no leste de Montenegro e em Sandžak, contra os muçulmanos locais. 

### “Erros esquerdistas”
Os guerrilheiros ocuparam Kolašin em janeiro e fevereiro de 1942 e se voltaram contra toda oposição real e potencial, matando cerca de 300 pessoas e jogando seus cadáveres mutilados em covas que chamaram de "cemitério dos cães". Devido a este e outros exemplos de terror comunista, a população montenegrina voltou-se contra os guerrilheiros. Đurišić logo recapturou Kolašin e manteve-o como um bastião Chetnik até maio de 1943.  De acordo com outras fontes, o número de pessoas mortas em Kolašin naquela época estava entre 16 e 38. 

### Colaboração com italianos
No outono de 1941, os nacionalistas contactaram as forças de ocupação italianas oferecendo-se para ajudar os italianos a combater os guerrilheiros.  No início de fevereiro, Bajo Stanišić retirou duas unidades sob seu comando da linha de frente insurgente em torno de Danilovgrad, no centro de Montenegro, permitindo que os italianos sitiados escapassem e derrotassem os guerrilheiros.  Logo depois, Stanišić ajudou os italianos a reconquistar Nikšić .  Em meados de fevereiro de 1942, unidades individuais de Chetnik concluíam acordos formais de cooperação com os italianos. O primeiro acordo foi entre Stanišić e o comandante da 48ª Divisão de Infantaria Taro, e entrou em vigor a partir de 17 de fevereiro. Logo depois, Đurišić celebrou um acordo com Biroli sobre a colaboração entre os Chetniks de Đurišić e os italianos na área de operações da 19ª Divisão de Infantaria Venezia. Em 6 de março, foi assinado um acordo entre Stanišić e Biroli. Estes acordos relacionavam-se com a ação Chetnik contra os Partidários, para os quais receberiam armas e suprimentos dos italianos.  O principal objectivo dos italianos ao celebrar estes acordos era minimizar as suas próprias perdas.  Inicialmente, Stanišić referiu-se às suas forças como "Exército Nacional Montenegrino" e afirmou ser o comandante Chetnik de Montenegro e Herzegovina. No final de fevereiro ou início de março, Mihailović enviou um dos seus agentes para se juntar a Stanišić, que começou a coordenar as suas atividades com outros líderes importantes do Chetnik em Montenegro.  Em 9 de março, um grande grupo de ex-oficiais do Exército Real Iugoslavo reuniu-se em Cetinje e elegeu Blažo Đukanović para comandar todas as forças nacionalistas em Montenegro. A eleição de Đukanović foi aceite por Mihailović, podendo até ter sido sugerida por ele. 

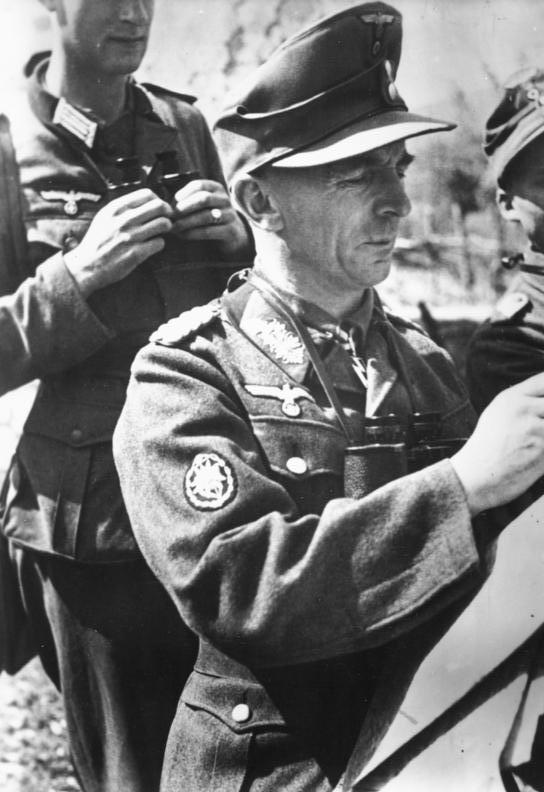
Forças montanhosas alemãs em Montenegro, junho de 1943

Entre março e junho de 1942, o poder dos Chetniks aumentou em Montenegro devido a uma combinação de fatores. Os seus acordos com os italianos foram os primeiros, juntamente com as armas e suprimentos que acompanharam os acordos. O outro factor foi o enfraquecimento dos Partidários, causado principalmente pelo impacto dos “erros de esquerda”.  Durante este período, os Chetniks de Stanišić lutaram contra os guerrilheiros na área de Nikšić ao lado dos italianos, e os Chetniks de Đurišić fizeram o mesmo no distrito de Kolašin, no norte de Montenegro. Em maio, os Chetniks de Đurišić derrotaram o Destacamento Partidário Durmitor, que foi a última grande unidade partidária remanescente em Montenegro.  Em 24 de julho de 1942, foi alcançado um acordo abrangente entre Đukanović e Biroli, que ampliou as áreas cobertas e garantiu que os Chetniks em Montenegro pudessem suportar o peso da luta contra os Partidários. Especificamente, o acordo Đukanović-Biroli afirmava que "os Chetniks deveriam continuar a luta intransigente contra os comunistas e cooperar com as autoridades italianas na restauração e manutenção da lei e da ordem". Ordenou a criação de três "destacamentos voadores" de 1.500 homens cada, comandados por Đurišić, Stanišić e o líder separatista Popović, e cobriu salários, rações, armas e apoio às suas famílias. Estes destacamentos já existiam e tinham sido integrados nas forças italianas durante as operações contra os Partidários em Junho. O acordo também endossou o preexistente Comitê de Nacionalistas Montenegrinos liderado por Đukanović. O acordo estabelecia que os nacionalistas não tinham nenhuma agenda política exceto combater o comunismo e manter a lei e a ordem e o bem-estar da população montenegrina.  A conclusão do acordo obrigou o Comité de Đukanović a fazer tudo o que estiver ao seu alcance para preservar a ordem e combater qualquer pessoa que se oponha aos ocupantes italianos.  Tomasevich afirma que, dado que Mihailović esteve em Montenegro durante dois meses antes da conclusão deste acordo, é justo presumir que ele sabia e estava satisfeito com ele,  e Milazzo afirma que estas acomodações com os italianos foram procuradas com Mihailović. aprovação pessoal.  Este acordo era consistente com o objectivo de Mihailović de ter um "exército à espera", que pudesse voltar-se contra os ocupantes e, com o apoio dos Aliados Ocidentais, levá-lo ao poder. Ele tinha adoptado uma abordagem semelhante com os “Chetniks legalizados” na Sérvia ocupada pelos alemães. 
Os Chetniks foram importantes para os ocupantes italianos, pois controlavam o interior e permitiam que os italianos se concentrassem na manutenção da lei e da ordem nas cidades maiores e nas principais rotas do território ocupado. De junho de 1942 até cerca de abril de 1943, os Chetniks controlaram uma grande parte do território ocupado. Além dos 3.000 chetniks nos dois "destacamentos voadores", os chetniks montenegrinos tinham várias vezes esse número que não foram "legalizados" pelos italianos, mas estavam empenhados na luta contra os guerrilheiros. Popović, o líder separatista montenegrino e comandante do terceiro "destacamento voador", colaborava com os italianos desde a época da invasão e continuou a fazê-lo, tendo alcançado um frágil entendimento com os chetniks durante a primeira metade de 1942. Tanto os chetniks como os separatistas tentaram obter o máximo de apoio possível dos italianos, o que incluía a importação de alimentos para a população que os apoiava. 

### Conferência de Šahovići
Entre 30 de novembro e 2 de dezembro de 1942, Chetniks de Montenegro e Sandžak reuniram-se numa conferência na aldeia de Šahovići, perto de Bijelo Polje. Três comandantes dos Chetniks, Zaharije Ostojić, Đorđije Lašić e Pavle Đurišić representaram Mihailović, e os procedimentos tiveram um carimbo oficial.  A conferência foi dominada por Đurišić e as suas resoluções expressavam extremismo e intolerância, bem como uma agenda que se centrava na restauração do status quo pré-guerra na Jugoslávia, implementada nas suas fases iniciais por uma ditadura Chetnik. Também reivindicou partes do território dos vizinhos da Iugoslávia. 

### Capitulação italiana

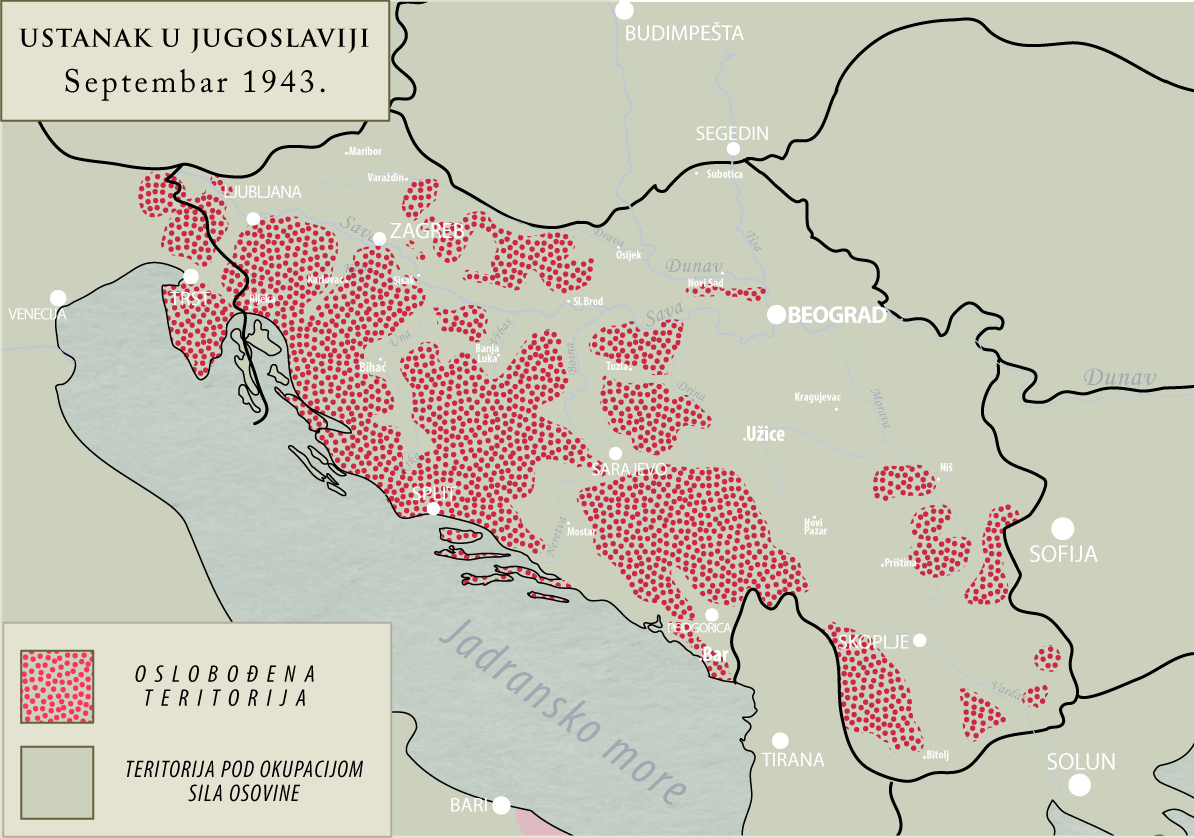
Revolta na Iugoslávia ocupada pelo Eixo (incluindo o território ocupado de Montenegro) após a capitulação da Itália em setembro de 1943

Em 3 de setembro de 1943 (mas não tornado público até o dia 8), os italianos concluíram um armistício com os Aliados, deixando 17 divisões retidas na Iugoslávia. Todos os comandantes divisionais recusaram-se a juntar-se aos alemães. Duas divisões de infantaria italianas juntaram-se aos guerrilheiros montenegrinos como unidades completas, enquanto outra juntou-se às forças guerrilheiras albanesas. Outras unidades renderam-se aos alemães para enfrentarem prisão na Alemanha ou execução sumária. Outros entregaram-se, armas, munições e equipamento às forças croatas ou aos guerrilheiros, simplesmente desintegraram-se ou chegaram à Itália a pé via Trieste ou de navio através do Adriático.  O território da antiga província italiana de Montenegro foi colocado sob ocupação alemã nazista.

## Demografia
Em 31 de julho de 1941, a população do território ocupado era estimada em 411 mil. 

## Geografia
O território ocupado de Montenegro era muito menor em área do que o Montenegro pré-iugoslavo. No seu núcleo havia uma pequena área que se estendia para sul até ao Sandžak a partir de Berane, incluindo as cidades de Prijepolje, Bijelo Polje, Sjenica, e algumas aldeias em torno de Tutin e Rožaje, incorporando uma minoria muçulmana de 80.000. A Baía de Kotor foi anexada como parte do governo italiano da Dalmácia, e a fronteira entre o Estado Independente da Croácia e Montenegro seguiu o Lim na região do Drina até Hum, depois via Dobricevo até o Adriático. Ao longo de sua costa e fronteiras sudeste, Montenegro perdeu Metohija para a Albânia, incluindo Bar, uma faixa de terra ao norte do Lago Scutari, a cidade de Ulcinj, uma área a nordeste de Podgorica ao longo da fronteira entre a Iugoslávia e a Albânia, e uma parte significativa do distrito de Andrijevica. incluindo Plav e Gusinje. 
O Kosovo ocidental e central  também foi anexado à Albânia, incluindo as cidades de Prizren, Dragaš e Pristina. Kosovska Mitrovica e o vale do rio Ibar foram incorporados ao território da Sérvia ocupado pelos alemães, incluindo as cidades de Kukavica, Podujevo e Medveđa, e as minas de zinco de Trepča. Também incluído no território da Sérvia ocupado pelos alemães estava o Sandžak oriental, incorporando Novi Pazar. Além das modificações na fronteira ocidental mencionadas acima, algumas das regiões ocidentais de Sandžak, Foča e Čajniče foram incluídas no Estado Independente da Croácia. 

## Administração

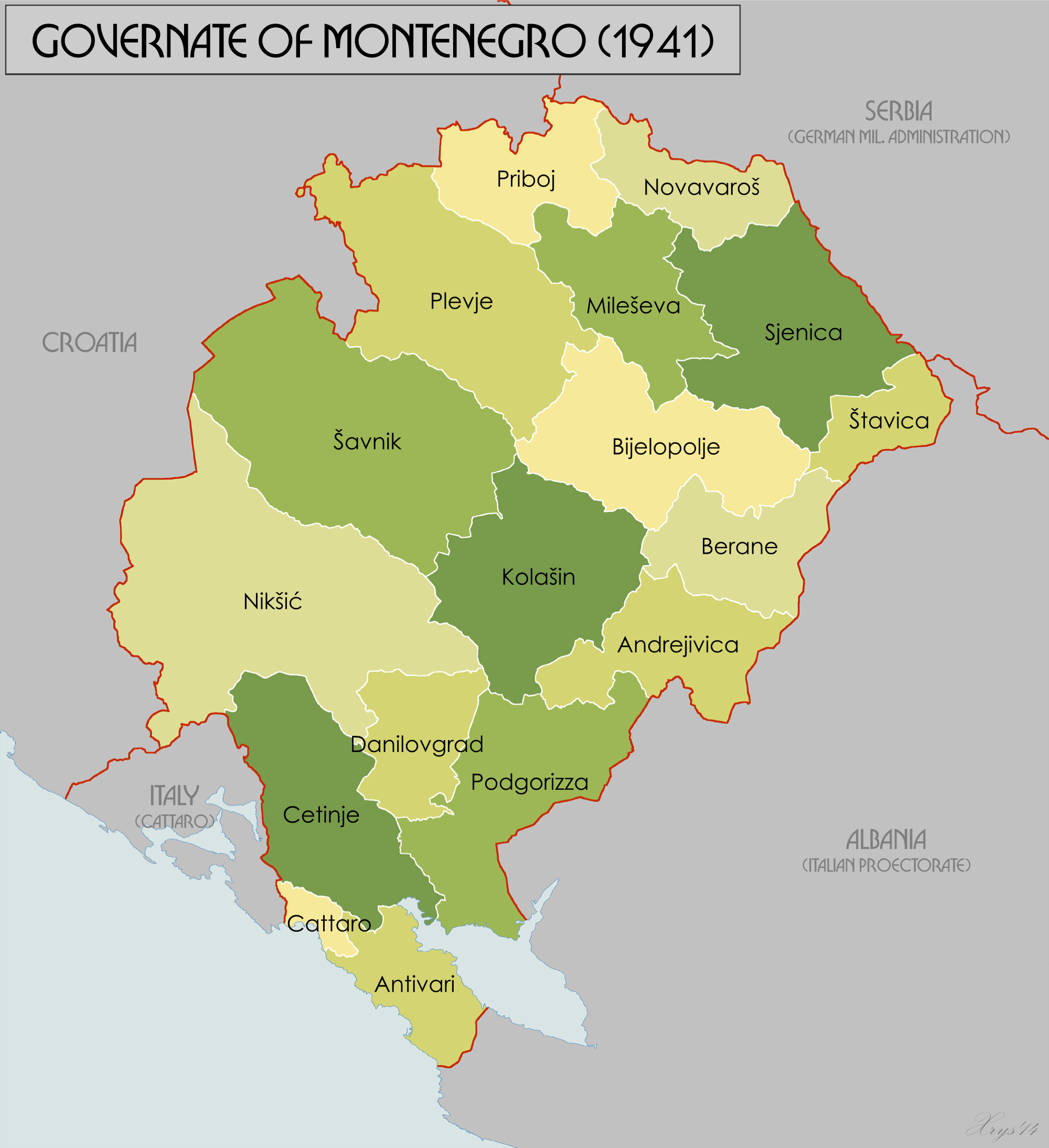
Mapa administrativo do governo italiano de Montenegro (1941)

O território estava inicialmente sob ocupação militar, mas os italianos inicialmente pretendiam fazer de Montenegro um chamado estado independente com ligações estreitas com a Itália, e nomearam Mazzolini como comissário para tratar dos assuntos civis. Após a declaração fracassada de independência e a supressão do levante resultante, Biroli foi nomeado governador do território,  que era conhecido como Governorado de Montenegro (em italiano:  Governatorato del Montenegro)   Biroli e seu sucessor, o conde Curio Barbasetti di Prun, tinham controle total de todos os assuntos militares e civis no território.  Para fins de administração civil, os distritos e municípios existentes do sistema jugoslavo foram mantidos "para evitar o caos administrativo", com os italianos substituindo a autoridade ao nível de Banovina. 

### Distritos
A administração consistia nos seguintes distritos, que mantiveram o serviço público iugoslavo preexistente.  (Nota: o itálico indica que apenas parte do antigo distrito iugoslavo estava dentro do governo.)
- Antivari (Bar)
- Andrijevica
- Berane
- Bijelopolje
- Cattaro (Kotor)
- Cetinje
- Danilovgrad
- Kolašin
- Mileševa
- Nikšić
- Novavaroš
- Plevje (Pljevja)
- Pogdorizza (Podgorica)
- Priboj
- Šavnik
- Sjenica
- Štavica

### Governadores Italianos em Montenegro
- Conde Serafino Mazzolini (28 de abril de 1941 – 23 de julho de 1941) (como Alto Comissário)
- General Alessandro Pirzio Biroli (23 de julho de 1941) – 13 de julho de 1943) [13]
- General Curio Barbasetti di Prun (13 de julho de 1943) – 10 de setembro de 1943)

### Chefes de Comitês Administrativos Nacionais
- Sekula Drljević (12 de julho de 1941 – 3 de outubro de 1941, de jure) (como Presidente do Comitê Diretor)
- Blažo Đukanović (24 de julho de 1942 – 19 de outubro de 1943) (como Chefe do Comitê Nacional)

## Forças de ocupação
A revolta de 12 de agosto foi reprimida pelo XIV Corpo de exército de Luigi Mentasti, composto pela 19ª Divisão de Infantaria "Venezia", 18ª Divisão de Infantaria Messina, 5ª Divisão Alpina Pusteria, 48ª Divisão de Infantaria Taro e 22ª Divisão de Infantaria Cacciatori delle Alpi. A divisão Cacciatori delle Alpi foi redistribuída para o NDH em setembro de 1941, mas o restante permaneceu como uma força de ocupação fortalecida até dezembro de 1941, durante o qual repeliu ataques locais. 
De 1 de dezembro de 1941  a 15 de maio de 1943,  o XIV Corpo de exército foi designado Comando de Montenegro e estava sediado em Podgorica.  Em outubro de 1942, o Comando Montenegro controlava mais de 75.000 soldados. Estes incluíam a guarnição da Baía de Kotor, que formalmente fazia parte do 2.º Exército, mas estava sob o controlo operacional do Comando Montenegro.  Em 15 de maio de 1943, o Comando de Montenegro foi combinado com o 9º Exército e o VI Corpo de Exército do 2º Exército para formar o Grupo de Exércitos Leste,  mas o desdobramento das forças de ocupação não mudou significativamente durante o restante da ocupação italiana.  A revolta e os desenvolvimentos posteriores mostraram que os italianos não foram capazes de impor eficazmente o seu domínio fora das grandes cidades. 
| Zona de ocupação | Divisão                             | Período                              | Notas |
| ---------------- | ----------------------------------- | ------------------------------------ | --- |
| Zona Norte       | 48ª Divisão de Infantaria Taro      | Dezembro de 1941 – Agosto de 1942    | Incluiu Čekanje e Bar na zona sul                                                                                           |
| Zona Norte       | 151ª Divisão de Infantaria Perugia  | Agosto de 1942 – Setembro de 1943    | Incluiu Čekanje e Bar na zona sul                                                                                           |
| Zona Leste       | 19ª Divisão de Infantaria "Venezia" | Dezembro de 1941 – Setembro de 1943  | Sede: Berane |
| Zona Sul         | 5ª Divisão Alpina Pusteria          | Dezembro de 1941 – Agosto de 1942    | Sede: Pljevlja, com guarnições em Nova Varoš, Priboj, e no Estado Independente da Croácia (NDH) em Foča, Goražde e Višegrad |
| Zona Sul         | 1ª Divisão Alpina Taurinense        | Agosto de 1942 – Setembro de 1943    | Como acima, menos guarnição de Višegrad, que foi substituída pelas forças alemãs em dezembro de 1942                        |
| Zona de Kotor    | 18ª Divisão de Infantaria Messina   | Dezembro de 1941 – Fevereiro de 1942 | Sede: Castelnuovo |
| Zona de Kotor    | 155ª Divisão de Infantaria Emília   | Fevereiro de 1942 – Maio de 1943     | — |
| Zona de Kotor    | 23ª Divisão de Infantaria Ferrara   | Maio de 1943 – Setembro de 1943      | — |
| Zona Noroeste    | 6ª Divisão Alpina Alpi Graie        | Março – Novembro de 1942             | Entre Danilovgrad, Nikšić e Šavnik                                                                                          |

A ocupação foi um dreno significativo para os italianos, pois, apesar da importância estratégica da adjacente Baía de Kotor como base naval e da posição de Montenegro na rota para os Balcãs centrais, era uma área com défice alimentar para a qual tinham de importar 1.200–1.500 toneladas métricas de alimentos todos os meses. 

## Religião
A religião predominante em Montenegro era a Ortodoxia Oriental. Havia também uma população islâmica sunita significativa e uma população católica romana menor. Desde que a Metrópole de Montenegro e do Litoral se unificou com a Igreja Ortodoxa Sérvia em 1920, a Igreja Ortodoxa Sérvia foi a igreja dominante entre os montenegrinos, dividida na Metrópole de Montenegro e do Litoral e na Eparquia de Budimlje-Nikšić, ambas lideradas por Joanikije Lipovac. Lipovac foi morto no rescaldo da guerra pelos guerrilheiros depois de tentar fugir da Iugoslávia em 1945.  A Igreja Católica foi dividida em duas dioceses, a Arquidiocese Católica Romana de Bar e a Diocese Católica Romana de Skopje.